# Magyarföld
Magyarföld község Zala vármegyében, a Lenti járásban.

## Fekvése
A település Vas vármegye határához közel, a Hetés északi és az Őrség déli szélén fekszik, a Szentgyörgyvölgy-Kerkáskápolna közti 7424-es út mentén; közigazgatási területének északnyugati csücskét érinti a 7451-es út is. A község északi oldalán folyik a Kerka-patak. A falu házai közvetlen közelében szántóföldek, rétek találhatók, kissé távolabb erdőségek húzódnak. A Szentgyörgyvölgyi Tájvédelmi Körzet területén fekszik gyönyörű környezetben.

## Története
A középkorban ismert és jelentős hely volt. A települést a szájhagyomány szerint vendek, svábok és tótok alapították a 14. században. Dobornok néven már forgalmas mezőváros volt, melynek vámját 1469-ben említették.
Az alsólendvai Bánffyak Bánffy Kristóf haláláig birtokolták, akivel a család férfiágon kihalt. A környékbeli hatalmas vagyonnal együtt gróf Nádasdy Ferenc birtoka lett. Ám 1667–70-ben a nagyhatalmú grófot a Wesselényi-összeesküvésben elmarasztalták, s a király kivégeztette, birtokait elvette. A kincstár kezelte a javakat.
A török hódoltságbeli történetéről pontos ismereteink nincsenek. A szájhagyomány megőrzött több mondát ebből az időből, amelyeknek valóságtartalma nem ellenőrizhető. Feltételezhető, hogy ez a falu is osztozott a környék nehéz sorsában, kitéve a rabló török portyázásoknak. A terület mindig kicsi falvait a Kerka és nehezen járható környéke egy kicsit jobban megvédte a pusztításoktól.
A török korszak után előbb a gróf Széchényi család szerezte meg a kincstártól a területet. Végül a Szapáry grófok birtoka lett, egészen a 19. század végéig. 1773-ban a Dobraföld nevet viselte, amelyben egy régi magyar nemzetségnév lelhető fel. Ezt a nevet 1898-ban változtatták Magyarföldre.
A 19–20. század fordulóján az Alsólendvai járáshoz tartozott. Ekkor 43 ház állt a településen, 260 lélek lakta. Az akkori falu életét egy bíró és két elöljáró irányította. 1935-ben a 34 lakóházban már csak 159 lakos volt. Nem volt iskolája, ezért és a rossz közlekedési helyzet, valamint a kevés munkaalkalom miatt a lakosság egy része elköltözött. Addig fő foglalkozásuk a növénytermesztés és az állattartás volt, és jelenleg is az. A földek termőképessége is elég alacsony. A terület egy részét erdő borítja. Minthogy a jelentősebb ipari üzem nem települt a körzetbe, fokozódott az elvándorlás. Mivel a térség hazánk legszebb tájai közé tartozik, a turizmus lehet a gyógyír a bajokra, de ennek még igazán nincs nyoma. A népesség csökkenése miatt a lakosság lélekszáma 2018-bán már csak 37 fő körül volt. A település infrastruktúrája is folyamatosan fejlődik. Kiépült a vízvezeték-hálózat, és a lakások többségében vezetékes telefon is volt.
Közigazgatásilag már a tanácsrendszerben is társközség volt. Egy ideig Szentgyörgyvölgyhöz tartozott, majd Csesztreghez csatolták. 1990-től az önkormányzati rendszer visszaállt, de a közigazgatás szakmai ügyeit öt másik községgel együtt fenntartott körjegyzőséggel oldják meg. Ennek székhelye a jobb közlekedési helyzetben levő Csesztregen található.
2006 és 2011 között polgármestere Rátóti Zoltán színművész volt, aki azután a kaposvári Csiky Gergely Színház igazgatója lett.

## Közélete

### Polgármesterei
- 1990–1994: Dr. Ohát Ilona (független)[6]
- 1994–1998: Dr. Ohát Ilona (független)[7]
- 1998–2002: Riederauer Andrea (független)[8]
- 2002–2006: Riederauer Andrea (független)[9]
- 2006–2010: Rátóti Zoltán István (független)[10]
- 2010–2011: Rátóti Zoltán István (független)[11]
- 2011–2014: Tolnai Istvánné (független)[12][13]
- 2014–2019: Kállai Csaba (független)[14]
- 2019–2024: Kállai Csaba (független)[15]
- 2024–2025: Horváth Zsanett (független)[3]

A településen 2011. december 11-én azért kellett időközi polgármester-választást tartani, mert az előző polgármester a megsokasodott teendőire hivatkozva (minden bizonnyal a kaposvári színigazgatói kinevezése miatt) lemondott tisztségéről.
2025. szeptember 7-én ugyancsak időközi polgármester-választást (és képviselő-testületi választást) kell majd tartani a településen, az előző képviselő-testület néhány hónappal korábban kimondott feloszlása miatt.

## Népesség
A település népességének változása:
| Lakosok száma | 29   | 29   | 37   | 38   | 38   | 38   | 37   |
|               | 2013 | 2014 | 2015 | 2021 | 2022 | 2023 | 2024 |

A 2011-es népszámlálás idején a nemzetiségi megoszlás a következő volt: magyar 100%. A lakosok 42,4%-a reformátusnak, 24,2%-a római katolikusnak vallotta magát (12,1% nem nyilatkozott).
2022-ben a lakosság 89,5%-a vallotta magát magyarnak, 2,6% ukránnak, 5,3% egyéb, nem hazai nemzetiségűnek (10,5% nem nyilatkozott; a kettős identitások miatt a végösszeg nagyobb lehet 100%-nál). Vallásuk szerint 34,2% volt római katolikus, 18,4% református, 18,4% felekezeten kívüli (28,9% nem válaszolt).

## Nevezetességei
Magyarföld a Szentgyörgyvölgyi Tájvédelmi Körzet területén fekszik gyönyörű környezetben. Ezt a területet 1976-ban nyilvánították védetté. Több falu tartozik ide, mint Felsőszenterzsébet, Gödörháza, Magyarszombatfa, Velemér.
Megye- sőt országszerte nevezetes az augusztusban megrendezett Lovasnapok, melyet a Vas vármegyei Kerkáskápolna községgel közösen rendeznek évről évre.
A faluban található fatemplomot 2010. június 18-án szentelték fel. 
A templom építésének Rátóti Zoltán polgármester – a Nemzeti Színház színművésze – kezdeményezésére láttak neki Mújdricza Péter építész tervei alapján.
Az építkezésben több száz önkéntes vett részt, az anyagi feltételek egy részét adományokkal, felajánlásokkal teremtetették meg, de a Nemzeti Színházban is tartottak gálaestet a templomért, s Szerencsejáték Zrt. is támogatta a kezdeményezést.
„Ez a templom az összefogás jelképe, itt az építés során barátságok születtek, úgy zajlott a munka, ahogy ma a középkori céheket elképzeljük – fogalmazta meg Rátóti Zoltán. – A mesteremberek egymással versengve, ám mégis vállvetve dolgoztak. Már ez is közösségformáló volt, az igazi hatása azonban majd évek múltán fog jelentkezni, amikor rápillantunk a templomra, s az építés pillanatait felidézzük.”
Ezt az összefogást ünneplik meg azóta is minden évben a Fatemplom Fesztivál rendezvénysorozatával, ahol világzenei koncertek, kiállítás, helyi finomságok és kézművestermékek dicsérik a környék kulturális értékeit. Vasárnap ezen a különleges helyszínen ökomenikus istentiszteleten vehetnek részt az idelátogatók, melyen a fesztivál fellépői is közreműködnek.
A településen van egy háza Rudolf Péter és Nagy-Kálózy Eszter Kossuth-díjas színművészeknek.

## Külső hivatkozások
- Magyarföld honlapja Archiválva 2021. szeptember 26-i dátummal a Wayback Machine-ben